# Burgohondo
Burgohondo é um município da Espanha na província de Ávila, comunidade autónoma de Castela e Leão, de área 55 km² com população de 1400 habitantes (2004) e densidade populacional de 25,45 hab./km².

## Demografia
| Variação demográfica do município entre 1991 e 2004 | Variação demográfica do município entre 1991 e 2004 | Variação demográfica do município entre 1991 e 2004 | Variação demográfica do município entre 1991 e 2004 |
| --------------------------------------------------- | --------------------------------------------------- | --------------------------------------------------- | --------------------------------------------------- |
| 1991                                                | 1996                                                | 2001                                                | 2004                                                |
| 1376                                                | 1253                                                | 1214                                                | 1184                                                |